# Egvad

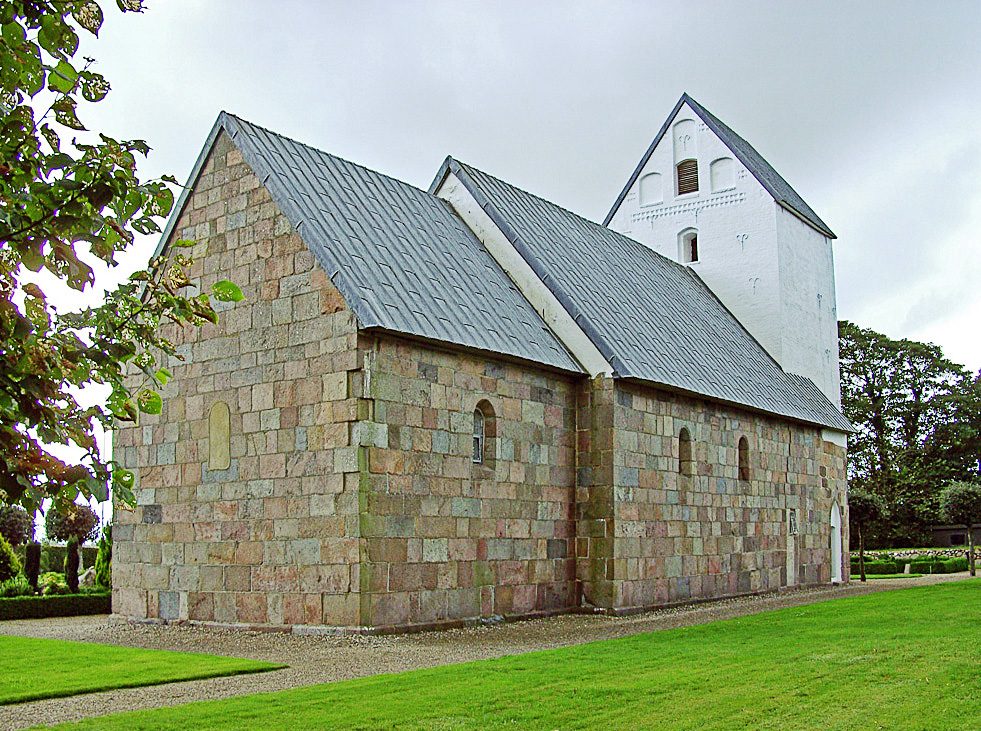
L'église.

Egvad était une municipalité du Danemark située dans l'ouest du Jutland central, au Danemark. Le 1er janvier 2007, elle fusionne avec quatre autres municipalités pour former la commune de Ringkøbing-Skjern.